# MythBusters – Die Wissensjäger/Episodenliste
Dies ist eine Liste aller MythBusters-Episoden. Es gibt keine Staffeln der Serie, so dass im Folgenden die Episoden nach Erscheinungsjahr zusammengefasst werden, so wie dies auch auf der offiziellen Website der Serie gemacht wurde. Die Serie wurde in Deutschland erstmals durch den Sender Discovery Channel ab dem 7. Mai 2005 ausgestrahlt. Für diese Sendetermine liegen zurzeit jedoch keine Informationen vor, so dass die im Folgenden angegebenen Erstausstrahlungstermine (aus) jeweils die frühesten bisher gefundenen Termine sind. Die dermaßen ermittelten Termine sind in der Tabelle jeweils kursiv gedruckt. Die deutschsprachigen Titel der Serie stammen von fernsehserien.de.

## Pilotfolgen
Die ersten Folgen der Serie wurden Anfang 2003 in den USA ausgestrahlt.

| Nr. (ges.) | Nr. (St.) | Deutscher Titel                                                             | Originaltitel        | Premiere USA  | Dt. Premiere DE           | DVD                   |
| ---------- | --------- | --------------------------------------------------------------------------- | -------------------- | ------------- | ------------------------- | --------------------- |
| P1         | 1         | Chevy mit Düsenantrieb / Der Brausepulvermythos                             | Jet-Assisted Chevy   | 23. Jan. 2003 | 22. Mär. 2006 (Discovery) | Volume 1 Collection 3 |
| P2         | 2         | Das Vakuum-WC / Die Kuchenteig-Waffe / Der abstürzende Anwalt               | Biscuit Bazooka      | 23. Jan. 2003 | 5. Apr. 2006 (Discovery)  | Volume 1 Collection 3 |
| P3         | 3         | Der Gartenstuhl-Ballon / Reagieren Drogentests auf Mohnkuchen? / Goldfinger | Poppy-Seed Drug Test | 7. März 2003  | 23. Mär. 2006 (Discovery) | Volume 1 Collection 3 |

## 2003
| Nr. (ges.) | Nr. (St.) | Deutscher Titel            | Originaltitel                        | Premiere USA  | Dt. Premiere DE           | DVD                                 |
| ---------- | --------- | -------------------------- | ------------------------------------ | ------------- | ------------------------- | ----------------------------------- |
| 1          | 1         | Explodierende Toilette     | Exploding Toilet                     | 23. Sep. 2003 | 21. Mär. 2006 (Discovery) | Volume 1 Collection 1 Urban Legends |
| 2          | 2         | Explosionen durch Handys   | Cell Phone Destroys Gas Station      | 3. Okt. 2003  | 20. Mär. 2006 (Discovery) | Volume 1 Collection 1 Urban Legends |
| 3          | 3         | Der Lastenaufzug           | Barrel of Bricks                     | 10. Okt. 2003 | 14. Mär. 2006 (RTL II)    | Volume 1 Collection 1               |
| 4          | 4         | Münzwurf vom Hochhaus      | Penny Drop                           | 17. Okt. 2003 | 7. Mär. 2006 (RTL II)     | Volume 1 Collection 1 Urban Legends |
| 5          | 5         | Überleben im Sarg          | Buried Alive                         | 24. Okt. 2003 | 27. Mär. 2006 (Discovery) | Volume 1 Collection 1               |
| 6          | 6         | Blitzeinschlag im Piercing | Lightning Strikes / Tongue Piercings | 11. Nov. 2003 | 7. Mär. 2006 (RTL II)     | Volume 1 Collection 1               |
| 7          | 7         | Der stinkende Sportwagen   | Stinky Car                           | 5. Dez. 2003  | 30. Mär. 2006 (Discovery) | Volume 1                            |
| 8          | 8         | Flucht aus Alcatraz        | Alcatraz Escape                      | 12. Dez. 2003 | 15. Mär. 2006 (RTL II)    | Volume 1 Collection 3               |

## 2004
| Nr. (ges.) | Nr. (St.) | Deutscher Titel                      | Originaltitel                         | Premiere USA  | Dt. Premiere DE          | DVD                                            |
| ---------- | --------- | ------------------------------------ | ------------------------------------- | ------------- | ------------------------ | ---------------------------------------------- |
| 9          | 1         | Druckabfall                          | Explosive Decompression               | 11. Jan. 2004 | 21. Mär. 2006 (RTL II)   | Volume 1                                       |
| 10         | 2         | Die Hühnerkanone                     | Chicken Gun                           | 18. Jan. 2004 | 4. Apr. 2006 (Discovery) | Volume 1 Collection 3                          |
| 11         | 3         | Marsch auf der Brücke                | Break Step Bridge                     | 25. Jan. 2004 | 13. Mär. 2006 (RTL II)   | Volume 1 Collection 3                          |
| 12         | 4         | Die sinkende Titanic                 | Sinking Titanic                       | 22. Feb. 2004 | 9. Mär. 2006 (RTL II)    | Volume 1                                       |
| 13         | 5         | Eingemauert!                         | Buried in Concrete                    | 25. Feb. 2004 | 17. Mär. 2006 (RTL II)   | Volume 1 Collection 3 Buster's Biggest Crashes |
| 14         | 6         | Mythen auf dem Prüfstand             | Myths Revisited                       | 8. Juni 2004  | 8. Mär. 2006 (RTL II)    |                                                |
| 15         | 7         | Tauchgang ins Feuer                  | Scuba Diver and Car Capers            | 27. Juli 2004 | 16. Mär. 2006 (RTL II)   |                                                |
| 16         | 8         | Die Laserwaffe aus der Römerzeit     | Ancient Death Ray                     | 29. Sep. 2004 | 20. Mär. 2006 (RTL II)   | Collection 3                                   |
| 17         | 9         | Der abstürzende Aufzug               | Elevator of Death, Levitation Machine | 6. Okt. 2004  | 10. Mär. 2006 (RTL II)   |                                                |
| 18         | 10        | Der Sperrholz-Flug                   | Beat the Radar Detector               | 13. Okt. 2004 | 22. Mär. 2006 (RTL II)   | Collection 3                                   |
| 19         | 11        | Todesangst im Treibsand              | Quicksand                             | 20. Okt. 2004 | 23. Mär. 2006 (RTL II)   |                                                |
| 20         | 12        | Die Explodierende Kalorienbombe      | Exploding Jawbreaker                  | 27. Okt. 2004 | 24. Mär. 2006 (RTL II)   |                                                |
| 21         | 13        | Schiffsbergung mit Tischtennisbällen | Ping-pong Rescue                      | 3. Nov. 2004  | 27. Mär. 2006 (RTL II)   |                                                |
| 22         | 14        | Das Mega-Katapult                    | Boom-Lift Catapult                    | 10. Nov. 2004 | 28. Mär. 2006 (RTL II)   | Collection 3                                   |
| 23         | 15        | Killer-Gase unterm Dach              | Exploding House                       | 16. Nov. 2004 | 29. Mär. 2006 (RTL II)   |                                                |
| 24         | 16        | Der Astronaut aus der Vergangenheit  | Ming Dynasty Astronaut                | 5. Dez. 2004  | 30. Mär. 2006 (RTL II)   |                                                |

## 2005
| Nr. (ges.) | Nr. (St.) | Deutscher Titel                             | Originaltitel              | Premiere USA  | Dt. Premiere DE           | DVD                                   |
| ---------- | --------- | ------------------------------------------- | -------------------------- | ------------- | ------------------------- | ------------------------------------- |
| 25         | 1         | Die abführenden Töne / Der Patronen-Test    | Brown Note                 | 16. Feb. 2005 | 13. Mär. 2006 (Discovery) |                                       |
| 26         | 2         | Salsa für die Freiheit                      | Salsa Escape               | 16. Feb. 2005 | 13. Mär. 2006 (Discovery) | Big Blasts Collection                 |
| 27         | 3         | Die Bombe im mobilen Klo                    | Exploding Port-a-Potty     | 2. März 2005  | 11. Mär. 2006 (Discovery) | Big Blasts Collection                 |
| 28         | 4         | Ist Gähnen ansteckend?                      | Is Yawning Contagious?     | 9. März 2005  | 15. Mär. 2006 (Discovery) | Collection 1                          |
| 29         | 5         | Feuer & Co.                                 | Cooling a Six-Pack         | 23. März 2005 | 16. Mär. 2006 (Discovery) | Collection 1 Buster's Biggest Crashes |
| 30         | 6         | Bei Anruf Blitzeinschlag                    | Son of a Gun               | 30. März 2005 | 7. Apr. 2006 (RTL II)     | Collection 1                          |
| 31         | 7         | Kann Gesang Glas zerstören?                 | Breaking Glass             | 18. Mai 2005  | 10. Apr. 2006 (RTL II)    | Collection 3                          |
| 32         | 8         | Der Raketen-Rucksack                        | Jet Pack                   | 9. Juni 2005  | 11. Apr. 2006 (RTL II)    |                                       |
| 33         | 9         | Todsicheres Verhalten bei Flugzeugabstürzen | Killer Brace Position      | 22. Juni 2005 | 12. Apr. 2006 (RTL II)    | Collection 1                          |
| 34         | 10        | Schusssicheres Wasser                       | Bulletproof Water          | 13. Juli 2005 | 13. Apr. 2006 (RTL II)    |                                       |
| 35         | 11        | Die Grenz-Schleuder                         | Border Slingshot           | 27. Juli 2005 | 18. Apr. 2006 (RTL II)    | Collection 3                          |
| 36         | 12        | Lebensgefährliche Taschentücher             | Killer Tissue Box          | 3. Aug. 2005  | 19. Apr. 2006 (RTL II)    |                                       |
| 37         | 13        | Der Rettungsinsel-Fallschirm                | Escape Slide Parachute     | 10. Aug. 2005 | 20. Apr. 2006 (RTL II)    |                                       |
| 38         | 14        | Bekannte Mythen – Neu hinterfragt           | MythBusters Revisited      | 12. Okt. 2005 | 26. Mai 2006 (RTL II)     |                                       |
| 39         | 15        | Die antike Alarmanlage                      | Chinese Invasion Alarm     | 10. Aug. 2005 | 21. Apr. 2006 (RTL II)    |                                       |
| 40         | 16        | Konföderierte Rakete                        | Confederate Rocket         | 26. Okt. 2005 | 3. Okt. 2006 (RTL II)     |                                       |
| 41         | 17        | Kleinwagenkontakt                           | Vodka Myths                | 2. Nov. 2005  | 3. Okt. 2006 (RTL II)     |                                       |
| 42         | 18        | Stahlkappenamputation                       | Steel Toe-Cap Amputation   | 9. Nov. 2005  | 15. Apr. 2007 (RTL II)    |                                       |
| 43         | 19        | Seekrankheit                                | Seasickness – Kill or Cure | 16. Nov. 2005 | 22. Apr. 2007 (RTL II)    |                                       |

## 2006
Die deutsche Erstausstrahlung dieser Episoden erfolgte durch den Sender RTL II.

| Nr. (ges.) | Nr. (St.) | Deutscher Titel                                      | Originaltitel               | Premiere USA  | Dt. Premiere DE | DVD                                 |
| ---------- | --------- | ---------------------------------------------------- | --------------------------- | ------------- | --------------- | ----------------------------------- |
| 44         | 1         | Armbrust aus Papier                                  | Paper Crossbow              | 11. Jan. 2006 | 29. Apr. 2007   |                                     |
| 45         | 2         | Geschreddertes Flugzeug                              | Shredded Plane              | 18. Jan. 2006 | 6. Mai 2007     |                                     |
| 46         | 3         | Mailbag Special: Der zündende Funke des Archimedes   | Archimedes Death Ray        | 25. Jan. 2006 | 3. Juni 2007    |                                     |
| 47         | 4         | Helium-Football                                      | Helium Football             | 1. Feb. 2006  | 13. Mai 2007    | Collection 2                        |
| 48         | 5         | Franklins Drachen                                    | Franklin's Kite             | 8. März 2006  | 21. Mai 2007    |                                     |
| 49         | 6         | Heliumfloss                                          | Cell Phones on Planes       | 15. März 2006 | 27. Mai 2007    |                                     |
| 50         | 7         | In die Luft gefeuerte Kugeln                         | Bullets Fired Up            | 19. Apr. 2006 | 10. Juni 2007   | Collection 2                        |
| 51         | 8         | Neu hinterfragt: Kann ein Pfeil einen Pfeil spalten? | Myths Re-opened             | 26. Apr. 2006 | 17. Juni 2007   |                                     |
| 52         | 9         | Streichen mit Sprengstoff                            | Mind Control                | 3. Mai 2006   | 24. Juni 2007   |                                     |
| 53         | 10        | Die große Benzinverschwörung                         | Exploding Pants             | 10. Mai 2006  | 1. Juli 2007    | Big Blasts Collection               |
| 54         | 11        | Hollywood – Tricks und Wirklichkeit                  | Crimes and Myth-Demeanors 1 | 12. Juli 2006 | 18. Juli 2007   | Collection 2                        |
| 55         | 12        | Archimedische Dampfkanone                            | Steam Cannon                | 19. Juli 2006 | 16. Juli 2007   |                                     |
| 56         | 13        | Todesstrudel / Schneepflug                           | Whirlpool/Snowplow          | 26. Juli 2006 | 17. Juli 2007   | Collection 2                        |
| 57         | 14        | Mentos + Soda                                        | Mentos and Soda             | 9. Aug. 2006  | 25. Juli 2007   | Collection 2                        |
| 58         | 15        | Zerstörerischer Basslautsprecher                     | Shattering Subwoofer        | 16. Aug. 2006 | 20. Juli 2007   |                                     |
| 59         | 16        | Verbrechen und andere Ordnungswidrigkeiten           | Crimes and Myth-Demeanors 2 | 23. Aug. 2006 | 19. Juli 2007   |                                     |
| 60         | 17        | Teslas Erdbebenmaschine                              | Earthquake Machine          | 30. Aug. 2006 | 24. Juli 2007   | Collection 2                        |
| 61         | 18        | Strohhalm durch Palme                                | Deadly Straw                | 6. Sep. 2006  | 23. Juli 2007   | Collection 2                        |
| 62         | 19        | Killerdrahtseiltest                                  | Killer Cable Snaps          | 11. Okt. 2006 | 26. Juli 2007   |                                     |
| 63         | 20        | Tödliche Pressluftflasche                            | Air Cylinder Rocket         | 18. Okt. 2006 | 30. Juli 2007   | Big Blasts Collection               |
| 64         | 21        | Salamirakete                                         | More Myths Revisited        | 25. Okt. 2006 | 31. Juli 2007   |                                     |
| 65         | 22        | Einwegfeuerzeug-Explosion                            | Exploding Lighter           | 1. Nov. 2006  | 1. Aug. 2007    | Big Blasts Collection Urban Legends |
| 66         | 23        | Sogwirkung bei Zügen                                 | Concrete Glider             | 8. Nov. 2006  | 27. Juli 2007   |                                     |
| 67         | 24        | Geheimnisvolle Rückwärtskugel                        | Firearms Folklore           | 29. Nov. 2006 | 3. Aug. 2007    | Collection 2                        |
| 68         | 25        | Elektrische Christbaumkerzen                         | Anti-Gravity Device         | 6. Dez. 2006  | 2. Aug. 2007    | Collection 2                        |
| 69         | 26        | Sturz aus 6600m Höhe                                 | 22,000-Foot Fall            | 13. Dez. 2006 | 6. Aug. 2007    |                                     |

## 2007
Die deutsche Erstausstrahlung dieser Episoden erfolgte durch den Sender RTL II.

| Nr. (ges.) | Nr. (St.) | Deutscher Titel                | Originaltitel             | Premiere USA  | Dt. Premiere DE | DVD                   |
| ---------- | --------- | ------------------------------ | ------------------------- | ------------- | --------------- | --------------------- |
| 70         | 1         | Ein brennendes Luftschiff      | Hindenburg Mystery        | 10. Jan. 2007 | 9. Aug. 2007    | Collection 2          |
| 71         | 2         | Piraten-Special                | Pirate Special            | 17. Jan. 2007 | 8. Aug. 2007    | Collection 2          |
| 72         | 3         | Gefangen unter Wasser          | Underwater Car            | 24. Jan. 2007 | 10. Aug. 2007   | Collection 2          |
| 73         | 4         | Die Tricks der Raser           | Speed Cameras             | 7. März 2007  | 13. Aug. 2007   |                       |
| 74         | 5         | Das Hunde Special              | Dog Myths                 | 14. März 2007 | 14. Aug. 2007   |                       |
| 75         | 6         | Der verrückte Posaunist        | More Myths Revisited      | 21. März 2007 | 15. Aug. 2007   |                       |
| 76         | 7         | Schall und Rauch               | Voice Flame Extinguisher  | 11. Apr. 2007 | 16. Aug. 2007   |                       |
| 77         | 8         | Fernfahrermathematik           | Birds in a Truck          | 18. Apr. 2007 | 17. Aug. 2007   |                       |
| 78         | 9         | Magie der Ninjas               | Walking on Water          | 25. Apr. 2007 | 20. Aug. 2007   | Collection 4          |
| 79         | 10        | Einen Hut vom Kopf schießen    | Western Myths             | 30. Mai 2007  | 20. Jan. 2008   | Collection 4          |
| 80         | 11        | Der Explodierende Killerreifen | Big Rig Myths             | 6. Juni 2007  | 27. Jan. 2008   | Collection 4          |
| 81         | 12        | Hollywood Handgranaten-Helden  | Grenades and Guts         | 13. Juni 2007 | 10. Feb. 2008   | Big Blasts Collection |
| 82         | 13        | Lawinenmythos                  | Snow Special              | 20. Juni 2007 | 3. Feb. 2008    |                       |
| 83         | 14        | Baseball Special               | Baseball Myths            | 8. Aug. 2007  | 17. Feb. 2008   |                       |
| 84         | 15        | Das Zuschauer Special          | Viewer’s Special          | 15. Aug. 2007 | 24. Feb. 2008   | Collection 4          |
| 85         | 16        | Rotes Tuch für einen Bullen    | Red Rag to a Bull         | 22. Aug. 2007 | 9. März 2008    |                       |
| 86         | 17        | Das Superhelden Special        | Superhero Hour            | 29. Aug. 2007 | 2. März 2008    | Collection 4          |
| 87         | 18        | Ninjas lenken Kugeln ab        | Myth Revolution           | 5. Sep. 2007  | 16. März 2008   |                       |
| 88         | 19        | Benzinspur                     | Trailblazers              | 31. Okt. 2007 | 5. Apr. 2009    |                       |
| 89         | 20        | Der fliegende Boiler           | Exploding Water Heater    | 7. Nov. 2007  | 26. Apr. 2009   | Big Blasts Collection |
| 90         | 21        | –                              | Special Supersized Myths  | 14. Nov. 2007 | –               |                       |
| 91         | 22        | Zombies im Fass                | Shooting Fish in a Barrel | 21. Nov. 2007 | 25. Mai 2008    |                       |
| 92         | 23        | Piraten-Special 2              | Pirates 2                 | 28. Nov. 2007 | 1. Juni 2008    |                       |
| 93         | 24        | Das Dampf-Maschinengewehr      | Confederate Steam Gun     | 5. Dez. 2007  | 20. Juli 2008   | Big Blasts Collection |
| 94         | 25        | Flugzeug-Special               | Airplane Hour             | 12. Dez. 2007 | 15. Juni 2008   |                       |

## 2008
| Nr. (ges.) | Nr. (St.) | Deutscher Titel             | Originaltitel               | Premiere USA  | Dt. Premiere DE           | DVD                   |
| ---------- | --------- | --------------------------- | --------------------------- | ------------- | ------------------------- | --------------------- |
| 95         | 1         | James Bond-Special          | James Bond, Part 1          | 16. Jan. 2008 | 22. Juni 2008 (RTL II)    | Big Blasts Collection |
| 96         | 2         | Blei-Ballon                 | Lead Balloon                | 23. Jan. 2008 | 29. Juni 2008 (RTL II)    | Collection 4          |
| 97         | 3         | Flugzeug auf einem Laufband | Airplane on a Conveyor Belt | 30. Jan. 2008 | 6. Juli 2008 (RTL II)     | Collection 4          |
| 98         | 4         | James Bond-Special 2        | James Bond, Part 2          | 6. Feb. 2008  | 30. Okt. 2010             | Big Blasts Collection |
| 99         | 5         | Das Zuschauer Special 2     | Viewer's Special 2          | 13. Feb. 2008 | 13. Juli 2008 (RTL II)    |                       |
| 100        | 6         | MacGyver-Special            | MacGyver Myths              | 20. Feb. 2008 | 8. Juni 2008 (RTL II)     | Collection 4          |
| 101        | 7         | Alaska Special              | Alaska Special              | 23. Apr. 2008 | 7. Feb. 2009 (Discovery)  | Collection 5          |
| 102        | 8         | Hai Special 2               | Shark Week Special 2        | 27. Juli 2008 | 30. März 2009 (Discovery) |                       |
| 103        | 9         | Explodierende Steaks        | Exploding Steak             | 6. Aug. 2008  | 21. Feb. 2009 (Discovery) | Collection 5          |
| 104        | 10        | Die Mondlandungs-Ente       | NASA Moon Landing           | 27. Aug. 2008 | 7. Apr. 2009 (Discovery)  | Collection 4          |
| 105        | 11        | Virus-Videos                | Viral Hour                  | 3. Sep. 2008  | 14. Mär. 2009 (Discovery) | Collection 4          |
| 106        | 12        | Telefonbuch-Reibung         | Phone Book Friction         | 10. Sep. 2008 | 18. Juni 2009             | Collection 4          |
| 107        | 13        | Wasser-Elektro-Schocker     | Water Stun Gun              | 17. Sep. 2008 | 25. Juni 2009             | Collection 4          |
| 108        | 14        | Blind Autofahren            | Blind Driving               | 8. Okt. 2008  | 7. Mär. 2009 (Discovery)  | Collection 5          |
| 109        | 15        | Die Rückkehr der Ninja      | Ninjas 2                    | 15. Okt. 2008 | 28. Feb. 2009 (Discovery) | Collection 5          |
| 110        | 16        | Die rosarote Bierbrille     | Alcohol Myths               | 22. Okt. 2008 | 4. Apr. 2009 (Discovery)  | Collection 5          |
| 111        | 17        | Motorrad Flic-Flac          | Motorcycle Flip             | 29. Okt. 2008 | 18. Apr. 2009 (Discovery) | Collection 5          |
| 112        | 18        | Lebendig Begraben           | Coffin Punch                | 5. Nov. 2008  | 29. Okt. 2008             | Collection 5          |
| 113        | 19        | Mist bleibt Mist            | End With a Bang             | 12. Nov. 2008 | 5. Nov. 2009              | Collection 5          |

## 2009
Die deutsche Erstausstrahlung dieser Episoden erfolgte durch den Sender DMAX.

| Nr. (ges.) | Nr. (St.) | Deutscher Titel                  | Originaltitel           | Premiere USA  | Dt. Premiere DE | DVD          |
| ---------- | --------- | -------------------------------- | ----------------------- | ------------- | --------------- | ------------ |
| 114        | 1         | Das Auto-Special                 | Demolition Derby        | 8. Apr. 2009  | 8. Dez. 2011    |              |
| 115        | 2         | Alaska Special 2                 | Alaska Special 2        | 15. Apr. 2009 | 1. Juli 2010    | Collection 5 |
| 116        | 3         | Diamanten-Detonation             | Banana Slip/Double-Dip  | 22. Apr. 2009 | 26. Nov. 2009   | Collection 5 |
| 117        | 4         | YouTube Special                  | YouTube Special         | 29. Apr. 2009 | –               |              |
| 118        | 5         | Schwimmen in Sirup               | Swimming in Syrup       | 6. Mai 2009   | 3. Dez. 2009    | Collection 6 |
| 119        | 6         | Explodierende Stoßstangen        | Exploding Bumper        | 13. Mai 2009  | 19. Nov. 2009   | Collection 6 |
| 120        | 7         | Freier Fall                      | Seesaw Saga             | 20. Mai 2009  | 24. Dez. 2009   | Collection 6 |
| 121        | 8         | Die Eisbombe                     | Thermite vs. Ice        | 27. Mai 2009  | 25. Feb. 2010   | Collection 6 |
| 122        | 9         | Fluchtgefahr                     | Prison Escape           | 3. Juni 2009  | 11. Feb. 2010   | Collection 6 |
| 123        | 10        | Überschall-Knall                 | Curving Bullets         | 10. Juni 2009 | 18. Feb. 2010   | Collection 6 |
| 124        | 11        | Oben ohne                        | Car vs. Rain            | 17. Juni 2009 | 10. Apr. 2010   | Collection 6 |
| 125        | 12        | Hau den Buster                   | Knock Your Socks Off    | 7. Okt. 2009  | 4. März 2010    | Collection 6 |
| 126        | 13        | 101 Möglichkeiten für Panzerband | Duct Tape Hour          | 14. Okt. 2009 | 11. März 2010   | Collection 6 |
| 127        | 14        | Quick & Dirty                    | Clean Car vs. Dirty Car | 21. Okt. 2009 | 11. Apr. 2010   |              |
| 128        | 15        | Feuer frei!                      | Greased Lightning       | 28. Okt. 2009 | 25. März 2010   |              |
| 129        | 16        | Sturmwarnung                     | Hurricane Windows       | 4. Nov. 2009  | 18. März 2010   |              |
| 130        | 17        | Feuer und Flamme                 | Crash and Burn          | 11. Nov. 2009 | 15. Apr. 2010   |              |
| 131        | 18        | Mit Volldampf durch die Decke!   | Myth Evolution          | 18. Nov. 2009 | 1. Apr. 2010    |              |
| 132        | 19        | Flucht durch den Müll            | Dumpster Diving         | 25. Nov. 2009 | 16. Jan. 2011   | Collection 7 |
| 133        | 20        | Raus aus dem Knast               | Antacid Jail Break      | 2. Dez. 2009  | 20. Jan. 2011   | Collection 7 |
| 134        | 21        | Im Wilden Westen                 | Unarmed and Unharmed    | 9. Dez. 2009  | 27. Jan. 2011   | Collection 7 |
| 135        | 22        | Heimtückische Viren              | Hidden Nasties          | 16. Dez. 2009 | 3. Feb. 2011    | Collection 7 |
| 136        | 23        | Mythen am Fließband              | Mini Myth Mayhem        | 28. Dez. 2009 | 6. Jan. 2011    | Collection 7 |

## 2010
Die deutsche Erstausstrahlung dieser Episoden erfolgte durch den Sender DMAX.

| Nr. (ges.) | Nr. (St.) | Deutscher Titel          | Originaltitel           | Premiere USA  | Dt. Premiere DE | DVD          |
| ---------- | --------- | ------------------------ | ----------------------- | ------------- | --------------- | ------------ |
| 137        | 1         | Bumerang-Kugeln          | Boomerang Bullet        | 4. Jan. 2010  | 10. Feb. 2011   | Collection 7 |
| 138        | 2         | Das Limo-Geschoss        | Soda Cup Killer         | 24. März 2010 | 17. Feb. 2011   | Collection 7 |
| 139        | 3         | Fertig zum Abtauchen!    | Dive to Survive         | 31. März 2010 | 24. Feb. 2011   | Collection 7 |
| 140        | 4         | Verfolgungsjagd-Special  | Spy Car Escape          | 7. Apr. 2010  | 3. März 2011    | Collection 7 |
| 141        | 5         | Scherben bringen Glück   | Bottle Bash             | 14. Apr. 2010 | 10. März 2011   | Collection 7 |
| 142        | 6         | Hart im Nehmen           | No Pain, No Gain        | 28. Apr. 2010 | 27. März 2011   | Collection 8 |
| 143        | 7         | Vollgas-Physik           | Mythssion Control       | 5. Mai 2010   | 17. März 2011   | Collection 8 |
| 144        | 8         | Außer Rand und Klebeband | Duct Tape Hour 2        | 12. Mai 2010  | 31. März 2011   | Collection 8 |
| 145        | 9         | Wasserrutschen-Weitflug  | Waterslide Wipeout      | 19. Mai 2010  | 7. Apr. 2011    | Collection 8 |
| 146        | 10        | Die menschliche Rakete   | Fireball Stun Gun       | 2. Juni 2010  | 14. Apr. 2011   | Collection 8 |
| 147        | 11        | Der Nasen-Tornado        | Flu Fiction             | 9. Juni 2010  | 4. Aug. 2011    | Collection 8 |
| 148        | 12        | Spürnasen-Special        | Hair of the Dog         | 6. Okt. 2010  | 18. Aug. 2011   | Collection 8 |
| 149        | 13        | Mit Vollgas in den Sturm | Storm Chasing Myths     | 13. Okt. 2010 | 11. Aug. 2011   | Collection 8 |
| 150        | 14        | Wer kriegt kalte Füße?   | Cold Feet               | 20. Okt. 2010 | 1. Sep. 2011    | Collection 8 |
| 151        | 15        | Der Tischdecken-Test     | Tablecloth Chaos        | 27. Okt. 2010 | 22. Sep. 2011   |              |
| 152        | 16        | Die Automatik-Armbrust   | Arrow Machine Gun       | 3. Nov. 2010  | 25. Aug. 2011   | Collection 8 |
| 153        | 17        | Mythen am Fließband 2    | Mini Myth Madness       | 10. Nov. 2010 | 29. Sep. 2011   |              |
| 154        | 18        | Das Rückwärts-Rennen     | Reverse Engineering     | 17. Nov. 2010 | 15. Sep. 2011   |              |
| 155        | 19        | Unterwasser-Mythen       | Inverted Underwater Car | 24. Nov. 2010 | 6. Okt. 2011    |              |
| 156        | 20        | Käfer-Special            | Bug Special             | 1. Dez. 2010  | 13. Okt. 2011   |              |
| 157        | 21        | ... treffen Barack Obama | President’s Challenge   | 8. Dez. 2010  | 27. Okt. 2011   |              |
| 158        | 22        | Green Hornet Special     | Green Hornet Special    | 15. Dez. 2010 | 20. Okt. 2011   |              |
| 159        | 23        | Operation Walküre        | Operation Valkyrie      | 22. Dez. 2010 | 10. Nov. 2011   |              |

## 2011
Die deutsche Erstausstrahlung dieser Episoden erfolgte durch den Sender DMAX.

| Nr. (ges.) | Nr. (St.) | Deutscher Titel                | Originaltitel           | Premiere USA  | Dt. Premiere DE |
| ---------- | --------- | ------------------------------ | ----------------------- | ------------- | --------------- |
| 160        | 1         | Mission Impossible             | Mission Impossible Mask | 6. Apr. 2011  | 17. Nov. 2011   |
| 161        | 2         | Bombiger Toaster               | Blue Ice                | 13. Apr. 2011 | 9. Feb. 2012    |
| 162        | 3         | Über Wasser und unter Beschuss | Running on Water        | 20. Apr. 2011 | 24. Nov. 2011   |
| 163        | 4         | Blubber Wahnsinn               | Bubble Trouble          | 27. Apr. 2011 | 16. Feb. 2012   |
| 164        | 5         | Der Ur-Torpedo                 | Torpedo Tastic          | 4. Mai 2011   | 1. März 2012    |
| 165        | 6         | Soundcheck Extrem              | Blow Your Own Sail      | 11. Mai 2011  | 23. Feb. 2012   |
| 166        | 7         | Verfolgungsjagd, die Zweite    | Spy Car 2               | 18. Mai 2011  | 8. März 2012    |
| 167        | 8         | Mann gegen Kugel               | Dodge a Bullet          | 1. Juni 2011  | 15. März 2012   |
| 168        | 9         | Reifen flicken leicht gemacht  | Fixing a Flat           | 8. Juni 2011  | 22. März 2012   |
| 169        | 10        | Es werde Licht!                | Let There Be Light      | 22. Juni 2011 | 29. März 2012   |
| 170        | 11        | Die Papier-Armee               | Paper Armor             | 29. Juni 2011 | 26. Apr. 2012   |
| 171        | 12        | Der Öko-Test                   | Bikes vs. Cars          | 28. Sep. 2011 | 17. Mai 2012    |
| 172        | 13        | Kugelpendel XXL                | Newton’s Crane Cradle   | 5. Okt. 2011  | 3. Mai 2012     |
| 173        | 14        | Blinde Kuh                     | Walk in a Straight Line | 12. Okt. 2011 | 10. Mai 2012    |
| 174        | 15        | Baggern für Fortgeschrittene   | Duct Tape Plane         | 19. Okt. 2011 | 7. Juni 2012    |
| 175        | 16        | Ein explosives Dinner          | Flying Guillotine       | 26. Okt. 2011 | 24. Mai 2012    |
| 176        | 17        | Der Raketen-Gulli              | Drain Disaster          | 2. Nov. 2011  | 7. Juni 2012    |
| 177        | 18        | Mythen ohne Ende               | Wheel of Mythfortune    | 23. Nov. 2011 | 14. Juni 2012   |
| 178        | 19        | Bombe de Toilette              | Toilet Bomb             | 30. Nov. 2011 | 10. Jan. 2013   |

## 2012
Die deutsche Erstausstrahlung der ersten Episode erfolgte am 3. Januar 2013 durch den Sender DMAX. Alle weiteren Folgen wurden danach zuerst auf Discovery Channel gesendet.

| Nr. (ges.) | Nr. (St.) | Deutscher Titel                     | Originaltitel                      | Premiere USA  | Dt. Premiere DE           |
| ---------- | --------- | ----------------------------------- | ---------------------------------- | ------------- | ------------------------- |
| 179        | 1         | Panzerband am Karibikstrand         | Duct Tape Island                   | 25. März 2012 | 3. Jan. 2013              |
| 180        | 2         | Feuer und Eis                       | Fire vs. Ice                       | 1. Apr. 2012  | 22. Apr. 2013 (Discovery) |
| 181        | 3         | Das Runde wird zum Eckigen          | Square Wheels                      | 8. Apr. 2012  | 8. Apr. 2013 (Discovery)  |
| 182        | 4         | Der Piratenkäfig                    | Swinging Pirates                   | 15. Apr. 2012 | 29. Apr. 2013 (Discovery) |
| 183        | 5         | Geschlechterkampf                   | Battle of the Sexes                | 22. Apr. 2012 | 1. Apr. 2013 (Discovery)  |
| 184        | 6         | Heisse Heels in schnellen Schlitten | Driving in Heels                   | 29. Apr. 2012 | 6. Mai 2013 (Discovery)   |
| 185        | 7         | Angriff der Killer-Mythen           | Revenge of the Myth                | 6. Mai 2012   | 15. Apr. 2013 (Discovery) |
| 186        | 8         | Die springende Kugel                | Bouncing Bullet                    | 13. Mai 2012  | 6. Mai 2013 (Discovery)   |
| 187        | 9         | Knallharte Knallfolie               | Bubble Pack Plunge                 | 3. Juni 2012  | 27. Mai 2013 (Discovery)  |
| 188        | 10        | Auf Messers Schneide                | Duel Dilemmas                      | 10. Juni 2012 | 3. Juni 2013 (Discovery)  |
| 189        | 11        | Hollywoods Revolverhelden           | Hollywood Gunslingers              | 17. Juni 2012 | 5. Aug. 2013 (Discovery)  |
| 190        | 12        | Titanic Floß                        | Titanic Survival                   | 7. Okt. 2012  | 13. Jan. 2014 (Discovery) |
| 191        | 13        | Geometrie im Schützengraben         | Trench Torpedoref                  | 14. Okt. 2012 | 6. Jan. 2014 (Discovery)  |
| 192        | 14        | Angriff der Hagelkörner             | Hail Hijynx                        | 21. Okt. 2012 | 10. Juni 2013 (Discovery) |
| 193        | 15        | Halloween-Schreck                   | Fright Night                       | 28. Okt. 2012 | 20. Jan. 2014 (Discovery) |
| 194        | 16        | Mythen Mix                          | Mini Myth Medley                   | 4. Nov. 2012  | 3. Feb. 2014 (Discovery)  |
| 195        | 17        | Das Matratzen-Floss                 | Cannonball Chemistry               | 11. Nov. 2012 | 17. Juni 2013 (Discovery) |
| 196        | 18        | Mundvoll                            | Food Fables (Surreal Gourmet Hour) | 18. Nov. 2012 | 10. Feb. 2014 (Discovery) |

## 2013
Die deutsche Erstausstrahlung dieser Episoden erfolgte seit dem 27. Januar 2014 durch den Sender Discovery Channel.

| Nr. (ges.) | Nr. (St.) | Deutscher Titel          | Originaltitel                            | Premiere USA  | Dt. Premiere DE |
| ---------- | --------- | ------------------------ | ---------------------------------------- | ------------- | --------------- |
| 197        | 1         | Raketenauto Reloaded     | JATO Rocket Car: Mission Accomplished?   | 1. Mai 2013   | 21. Juli 2014   |
| 198        | 2         | Fang des Lebens Special  | Deadliest Catch Crabtastic Special       | 8. Mai 2013   | 14. Juli 2014   |
| 199        | 3         | Mythen aus Bad und WC    | Down And Dirty / Earthquake Survival     | 15. Mai 2013  | 28. Juli 2014   |
| 200        | 4         | Lasst es krachen!        | Indy Car Special                         | 22. Mai 2013  | 24. Feb. 2014   |
| 201        | 5         | Geschlechterkampf 2      | Battle Of The Sexes – Round 2            | 29. Mai 2013  | 7. Juli 2014    |
| 202        | 6         | Motorrad-Wasserschlitten | Motorcycle Water Ski                     | 5. Juni 2013  | 27. Jan. 2014   |
| 203        | 7         | Menschliche Airbags      | Hypermiling/Crash Cushions               | 12. Juni 2013 | 17. Feb. 2014   |
| 204        | 8         | Das Survival-Klebeband   | Duct Tape Canyon                         | 19. Juni 2013 | 18. Aug. 2014   |
| 205        | 9         | Bombiger Farbanstrich    | Painting With Explosives/Bifurcated Boat | 26. Juni 2013 | 4. Aug. 2014    |
| 206        | 10        | Breaking Bad Special     | Breaking Bad Special                     | 12. Aug. 2013 | 3. März 2014    |
| 207        | 11        | Zombie Special           | Zombie Special                           | 17. Okt. 2013 | 11. Aug. 2014   |

## 2014
Die deutsche Erstausstrahlung dieser Episoden erfolgte mit der Ausstrahlung der 3. Episode am 25. August 2014 durch den Sender Discovery Channel.

| Nr. (ges.) | Nr. (St.) | Deutscher Titel                               | Originaltitel                   | Premiere USA  | Dt. Premiere DE |
| ---------- | --------- | --------------------------------------------- | ------------------------------- | ------------- | --------------- |
| 208        | 1         | Star Wars Special                             | Star Wars: Revenge Of The Myths | 4. Jan. 2014  | 20. Okt. 2014   |
| 209        | 2         | Explosive Schwarzbrennerei                    | Moonshine Myths                 | 11. Jan. 2014 | 22. Sep. 2014   |
| 210        | 3         | Das Autounfall-Klischee                       | Hollywood Car Crash Cliches     | 18. Jan. 2014 | 25. Aug. 2014   |
| 211        | 4         | Auf Verfolgungsjagd                           | Car Chase Chaos / Animal Antics | 25. Jan. 2014 | 10. März 2014   |
| 212        | 5         | Bitte nachmachen!                             | *DO* Try This At Home           | 1. Feb. 2014  | 29. Sep. 2014   |
| 213        | 6         | Alles für die Katz … und andere Schweinereien | Mythssion Impossible            | 15. Feb. 2014 | 8. Sep. 2014    |
| 214        | 7         | Mythen mit Schuss                             | Bullet Baloney                  | 22. Feb. 2014 | 15. Sep. 2014   |
| 215        | 8         | Überschall-Tischtennis                        | Supersonic Ping Pong/Ice Cannon | 1. März 2014  | 1. Sep. 2014    |
| 216        | 9         | Volle Granate                                 | Fire in the hole                | 10. Juli 2014 | 3. Nov. 2014    |
| 217        | 10        | Tödlicher Haushalt                            | Household Disasters             | 17. Juli 2014 | 27. Okt. 2014   |
| 218        | 11        | Die Mythen der Werbung                        | Commercial Myths                | 24. Juli 2014 | 13. Okt. 2014   |
| 219        | 12        | Raser, Drängler, Geisterfahrer                | Road Rage                       | 31. Juli 2014 | 6. Okt. 2014    |
| 220        | 13        | Sexuelle Anziehungskraft                      | Laws of Attraction              | 7. Aug. 2014  | 17. Nov. 2014   |
| 221        | 14        | Trickreicher Straßenverkehr                   | Traffic Tricks                  | 21. Aug. 2014 | 10. Nov. 2014   |
| 222        | 15        | Zu Wasser und in der Luft                     | Plane Boarding                  | 21. Aug. 2014 | 17. Sep. 2014   |

## 2015
In den USA wurden von den insgesamt 14 Folgen erst 6 und dann die folgenden 8 ausgestrahlt. Die Ausstrahlung in Deutschland findet seit dem 27. April 2015 auf dem Discovery Channel statt.

| Nr. (ges.) | Nr. (St.) | Deutscher Titel                               | Originaltitel                    | Premiere USA  | Dt. Premiere DE |
| ---------- | --------- | --------------------------------------------- | -------------------------------- | ------------- | --------------- |
| 223        | 1         | Simpsons Special                              | The Simpsons Special             | 10. Jan. 2015 | 27. Apr. 2015   |
| 224        | 2         | Indiana Jones Special                         | The Busters of the Lost Myths    | 17. Jan. 2015 | 4. Mai 2015     |
| 225        | 3         | A-Team Special                                | The A-Team Special               | 24. Jan. 2015 | 11. Mai 2015    |
| 226        | 4         | Video Games Special                           | Video Games Special              | 31. Jan. 2015 | 18. Mai 2015    |
| 227        | 5         | Transformers selbstgemacht                    | Transformers                     | 7. Feb. 2015  | 25. Mai 2015    |
| 228        | 6         | San Francisco Drift                           | San Francisco Drift              | 14. Feb. 2015 | 1. Juni 2015    |
| 229        | 7         | Aus dem Wasser in die Luft                    | Blow It Out the Water            | 18. Juli 2015 | 14. Sep. 2015   |
| 230        | 8         | Flugstunde                                    | Flights of Fantasy               | 25. Juli 2015 | 21. Sep. 2015   |
| 231        | 9         | Rasenmäher des Todes                          | Accidental Ammo                  | 1. Aug. 2015  | 28. Sep. 2015   |
| 232        | 10        | Fahrlässige Lässigfahrer                      | Dangerous Driving                | 8. Aug. 2015  | 5. Okt. 2015    |
| 233        | 11        | Scharfschützen mit Superkraft                 | Supernatural Shooters            | 15. Aug. 2015 | 12. Okt. 2015   |
| 234        | 12        | Was noch zu überprüfen wäre...                | Unfinished Business              | 22. Aug. 2015 | 26. Okt. 2015   |
| 235        | 13        | Mythbusters vs. Weißer Hai                    | MythBusters vs. Jaws             | 29. Aug. 2015 | 24. Juni 2016   |
| 236        | 14        | Star Wars Special: Die Mythen schlagen zurück | Star Wars: The Myths Strike Back | 5. Sep. 2015  | 19. Okt. 2015   |

## 2016
Die Ausstrahlung in Deutschland findet seit dem 4. April 2016 auf dem Discovery Channel statt.

| Nr. (ges.) | Nr. (St.) | Deutscher Titel             | Originaltitel                                             | Premiere USA  | Dt. Premiere DE |
| ---------- | --------- | --------------------------- | --------------------------------------------------------- | ------------- | --------------- |
| 237        | 1         | Rück-, Ein- und Ausblicke   | MythBusters Revealed: The Behind the Scenes Season Opener | 2. Jan. 2016  | 4. Apr. 2016    |
| 238        | 2         | Explosions-Special          | The Explosion Special                                     | 9. Jan. 2016  | 11. Apr. 2016   |
| 239        | 3         | Operation Tank-Implosion    | Tanker Crush                                              | 16. Jan. 2016 | 18. Apr. 2016   |
| 240        | 4         | Shrimps mit Schuss          | Cooking Chaos                                             | 23. Jan. 2016 | 25. Apr. 2016   |
| 241        | 5         | Crashkurs für Autos         | Driven to Destruction                                     | 30. Jan. 2016 | 2. Mai 2016     |
| 242        | 6         | Freiwillige vor!            | Volunteer Special                                         | 6. Feb. 2016  | 9. Mai 2016     |
| 243        | 7         | Geht nicht gibt's nicht     | Failure Is Not an Option!                                 | 13. Feb. 2016 | 16. Mai 2016    |
| 244        | 8         | Die Gummibärenrakete        | Rocketman                                                 | 20. Feb. 2016 | 23. Mai 2016    |
| 245        | 9         | Auf allgemeinen Wunsch      | Reddit Special                                            | 27. Feb. 2016 | 27. Juni 2016   |
| 246        | 10        | Finale mit Wumms!           | Grand Finale                                              | 5. März 2016  | 25. Juli 2016   |
| 247        | 11        | Das große Wiedersehen       | MythBusters Reunion                                       | 5. März 2016  | 25. Juli 2016   |
| 248        | 12        | Die Rückkehr des Klebebands | Duct Tape: The Return                                     | 6. März 2016  | 4. Juli 2016    |

## 2017
| Nr. (ges.) | Nr. (St.) | Deutscher Titel                                      | Originaltitel           | Premiere USA  | Dt. Premiere DE |
| ---------- | --------- | ---------------------------------------------------- | ----------------------- | ------------- | --------------- |
| 249        | 1         | Es werden Köpfe rollen                               | Heads Will Roll         | 15. Nov. 2017 | 19. Apr. 2018   |
| 250        | 2         | Kamin-Feuern!                                        | Chimney Cannon          | 22. Nov. 2017 | 26. Apr. 2018   |
| 251        | 3         | Von Boilern bis Blähungen – was explodiert wirklich? | Earthquake Water Heater | 29. Nov. 2017 | 3. Mai 2018     |
| 252        | 4         | ‚Rock ‚n‘ Roll’-Raser                                | Rock 'n' Roll Road Rage | 6. Dez. 2017  | 3. Mai 2018     |
| 253        | 5         | Hollywoods beste Sprengfallen                        | Invisible Assassins     | 13. Dez. 2017 | 10. Mai 2018    |
| 254        | 6         | Der kugelsichere Tote?                               | Dead Body Double        | 20. Dez. 2017 | 10. Mai 2018    |

## 2018
| Nr. (ges.) | Nr. (St.) | Deutscher Titel           | Originaltitel           | Premiere USA  | Dt. Premiere DE |
| ---------- | --------- | ------------------------- | ----------------------- | ------------- | --------------- |
| 255        | 1         | Der Schuss in den Ofen    | Fire Arrow vs. Gas Tank | 3. Jan. 2018  | 17. Mai 2018    |
| 256        | 2         | Der "Stirb langsam"-Stunt | Pane in the Glass       | 10. Jan. 2018 | 17. Mai 2018    |
| 257        | 3         | Wild Wild West            | Wild Wild West          | 17. Jan. 2018 | 17. Mai 2018    |
| 258        | 4         | Auf der Flucht            | Spike in the Road       | 24. Jan. 2018 | 17. Mai 2018    |
| 259        | 5         | Die Safeknacker           | Dynamite Deposit        | 31. Jan. 2018 | 24. Mai 2018    |
| 260        | 6         | Flucht vom Rücksitz       | Backseat Getaway Driver | 7. Feb. 2018  | 31. Mai 2018    |
| 261        | 7         | Unfall unter Strom        | Electrified Escape      | 14. Feb. 2018 | 31. Mai 2018    |
| 262        | 8         | Die Schlüssel gesprengt   | Dropping a Bomb         | 28. Feb. 2018 | 5. Juni 2018    |

## Specials
| Nr. (ges.) | Nr. (St.) | Deutscher Titel                                                                                     | Originaltitel                          | Premiere USA  | Dt. Premiere DE           | DVD                      |
| ---------- | --------- | --------------------------------------------------------------------------------------------------- | -------------------------------------- | ------------- | ------------------------- | ------------------------ |
| SP1        | 1         | Weihnachtsspecial                                                                                   | Viewers-Choice/Christmas Specialf      | 22. Dez. 2004 | 21. Dez. 2008 (RTL II)    |                          |
| SP2        | 2         | Buster-Crash-Test-Dummy-Special                                                                     | Buster Special                         | 2. Feb. 2005  | 2. Mai 2006 (RTL II)      | Buster's Biggest Crashes |
| SP3        | 3         | | Ultimate MythBusters                   | 9. Feb. 2005  | 3. Mai 2006 (RTL II)      |                          |
| SP4        | 4         | | MythBusters Outtakes                   | 16. März 2005 | 25. Mai 2006 (RTL II)     |                          |
| SP5        | 5         | Shoppen bis zum Umfallen                                                                            | Shop 'til You Drop Special             | 6. Apr. 2005  | 4. Mai 2006 (RTL II)      | Collection 1 Disk 4      |
| SP6        | 6         | Enthüllte Geheimnisse                                                                               | MythBusters Revealed                   | 27. Apr. 2005 | 10. Sep. 2007 (RTL II)    | Collection 1 Disk 4      |
| SP7        | 7         | Das Hollywood-Special                                                                               | Hollywood on Trial                     | 11. Mai 2005  | 5. Mai 2006 (RTL II)      | Collection 1 Disk 3      |
| SP8        | 8         | Wer hat Angst vorm Weissen Hai?                                                                     | Jaws Special                           | 17. Juli 2005 | –                         |                          |
| SP9        | 9         | –                                                                                                   | Mega Movie Myths                       | 13. Sep. 2006 | –                         | Buster’s Biggest Crashes |
| SP10       | 10        | –                                                                                                   | Holiday Special                        | 6. Dez. 2006  | 23. Dez. 2007 (RTL II)    | Collection 2 Disk 3      |
| SP11       | 11        | –                                                                                                   | Young Scientist Special                | 26. Apr. 2008 | –                         |                          |
| SP12       | 12        | Zuschauer-Special Folge 3: Bambusfolter / Alkalimetall-Chaos / Brandy-Wärmer / Explodierendes Piano | Viewer Special Threequel               | 19. Nov. 2008 | 12. Nov. 2009             | Collection 6             |
| SP13       | 13        | Die 25 besten Momente                                                                               | Top 25 Moments                         | 20. Juni 2010 | 1. Dez. 2011              |                          |
| SP14       | 14        | –                                                                                                   | Car Conundrum                          | 23. Juni 2010 | –                         | –                        |
| SP15       | 15        | –                                                                                                   | Planes, Trains and Automobiles Special | 15. Juni 2011 | –                         |                          |
| SP16       | 16        | –                                                                                                   | Location, Location, Location           | 9. Nov. 2011  | –                         |                          |
| SP17       | 17        | –                                                                                                   | Wet and Wild                           | 16. Nov. 2011 | –                         |                          |
| SP18       | 18        | Zuschauerpost                                                                                       | Mailbag Special                        | 13. Mai 2012  | 22. Juli 2013 (Discovery) |                          |
| SP19       | 19        | Mythbusters Shark Special                                                                           | Mythbusters Jawsome Shark Special      | 13. Aug. 2012 | 15. Aug. 2013             |                          |
| SP20       | 20        | Das Explosions-ABC                                                                                  | Explosions A to Z                      | 25. Nov. 2012 | 29. Juli 2013 (Discovery) |                          |